# Соболевская, Кира Аркадьевна
Кира Аркадьевна Соболевская (1911—1999) — советский и российский ботаник, доктор биологических наук, профессор.

## Биография
Родилась 2 декабря 1911 в Томске.
В 1937 году с отличием окончила биологический факультет Томского государственного университета по специальности ботаника и была оставлена при Гербарии университета в качестве ассистента.
С 1940 года работала старшим преподавателем кафедры географии в Новосибирском государственном педагогическом университете (НГПУ). В 1943 году защитила кандидатскую диссертацию «Флористический и географический анализ осоковых Средней Сибири». С 1943 года заведующая кафедрой естествознания НГПУ, а с 1945 года — кафедрой ботаники НГПУ.
В 1950 году защитила докторскую диссертацию «Флора и растительность Тувы и их происхождение».
В период с 1951 по 1971 год была директором Ботанического сада Западно-Сибирского филиала АН СССР (с 1958 — Центральный сибирский ботанический сад СО АН СССР). В 1954—1955 годах также была директором Биологического института СО АН СССР.
Похоронена на Южном кладбище Новосибирска (квартал У).

## Избранные труды
Автор и соавтор 176 научных работ, в том числе 15 монографий. Некоторые из них:
- «Растительность Тувы» (1950)
- «Конспект флоры Тувы» (1953)
- «Редкие и исчезающие растения Сибири» (1980)
- «Редкие и исчезающие виды флоры СССР» (1981)
- «Интродукция растений Сибири и Дальнего Востока» (1983)
- «Редкие и исчезающие виды природной флоры СССР, культивируемые в ботанических садах» (1983)
- «Исчезающие растения Сибири в интродукции» (1984)
- «Интродукция растений в Сибири» (1991)

## Растения, названные именем К. А. Соболевской
- Astragalus sobolevskiae Polozhij (1963)
- Oxytropis sobolevskajae Pjak (2013)
- Poa sobolevskiana Gudoschn. (1963) = Poa pratensis L.
- Silene sobolevskajae Czerep. (1981) = Silene graminifolia Otth